# Fred Buscaglione - Cronache swing dagli anni 50
(Leo Chiosso, Hot Club)
Fred Buscaglione - Cronache swing dagli anni 50 è una biografia sul cantante, autore e musicista Fred Buscaglione (1921-1960) scritta dal musicologo Gioachino Lanotte e pubblicata da Editori Riuniti nel 2007.

## L'era delloswingall'italiana
Il volume costituisce, oltre che un'approfondita analisi della vita e dell'opera artistica di quello che è stato uno dei più popolari swingman italiani degli anni 1950, uno spaccato di un'epoca, fra fascismo e venti di guerra prima e immediato dopoguerra poi, e di un popolo, quello italiano, alle prese con la ricostruzione dopo il disastro del conflitto mondiale e ormai in odore di boom economico.
È anche un acuto approfondimento di quello che è stato un vero e proprio movimento culturale che affonda le sue radici in almeno due decadi antecedenti rispetto al periodo in cui Buscaglione si è trovato ad operare: quello della musica nuova di matrice afro-americana teso a rinnovare gli stilemi della canzone all'italiana per adattarli a sonorità e a motivazioni lessicali - con grande debito rispetto alla cultura prettamente statunitense ma di origine negra - sicuramente più aderenti all'evoluzione dei tempi in chiave modernista.
Si trattava, quindi, un contesto storico ed artistico specifico - sia pure di nicchia - che aveva già visto emergere personalità come Natalino Otto, Pippo Barzizza, Ernesto Bonino e, ancor prima, Alberto Rabagliati. Il successo di questo genere musicale sarebbe poi stato garantito, in modo particolare, da artisti come Peter Van Wood e Renato Carosone e, in tempi più recenti, Pino Daniele e Renzo Arbore.
Il libro evidenzia anche di come alla base di innovazioni eclatanti vi possa essere spesso un consorzio di forze creative rivolte verso un unico scopo. In questo caso la posizione debitoria di Buscaglione, a proposito del suo successo nell'ambito dello showbiz dell'epoca, nei confronti di un autore come il poeta Leo Chiosso o dei musicisti che gravitavano attorno all'area dei teatri-off della cintura torinese nei primi anni cinquanta, assume un aspetto non indifferente.

## Nando 'd Piazza Cavour
In un'intervista rilasciata al settimanale Oggi l'11 giugno 1959, ovvero pochi mesi prima di morire, Buscaglione aveva - forse neppure troppo consapevolmente - tracciato una summa del suo percorso umano ed artistico, cogliendo anche l'occasione per alcune puntualizzazioni di natura strettamente personale, con qualche concessione anche ad una malcelata vanità riguardo alla sua fama di tombeur de femmes:
Basato su reportage d'epoca e su un ampio repertorio bibliografico (propedeutico ad una dettagliata descrizione storica dell'epoca in cui Buscaglione visse), ma soprattutto su testimonianze dirette di amici e collaboratori o di persone che comunque furono vicine al cantante e musicista torinese, il libro si articola in venti capitoli. Comprende, oltre ad una prefazione di Claudio Gregori di Lillo & Greg, un'introduzione, un'appendice e un'ampia sezione riepilogativa della discografia e filmografia di Buscaglione, oltre ad un adeguato repertorio bibliografico.
La narrazione è strutturata in tre distinte parti: la prima prende in esame, su un piano puramente biografico, la vita di Buscaglione, il cui vero nome era Ferdinando ma che gli amici d'infanzia conoscevano come Nando 'd Piassa Cavour (Nando di Piazza Cavour), figlio di Mattia, imbianchino sceso dalle prealpi biellesi (era originario di Graglia, in provincia di Biella) e di una portinaia, Ernesta Poggio, con diploma in pianoforte ed il pallino della musica.
L'incontro del diciottenne Fred con lo swing di Duke Ellington, Benny Goodman, Bing Crosby e Cole Porter avvenne nel 1939 e fu assolutamente casuale e dovuto al ritrovamento di una cospicua partita di dischi di musica jazz a 78 giri abbandonati da un suo inquilino in occasione di un trasloco.
Fu frequentando gli esercizi ginnici del sabato fascista al Parco del Valentino che ebbe modo poi di conoscere quello che sarebbe divenuto il suo primo compagno di avventure musicali, Renato Germonio, anch'egli appassionato di quella musica tanto osteggiata dal regime fascista ma che sembrava non potesse essere frenata nella sua onda d'urto nell'impatto che aveva sui più giovani.
Al suono di uno standard destinato a entrare nella storia - The Sheik of Araby - usato come jingle di apertura dei loro concerti, Buscaglione e Germonio iniziarono nel 1939 a esibirsi in duo in diversi locali di Torino. L'esperienza fu interrotta nel 1941 con la chiamata alle armi.

## Il successo
Gli Asternovas sono stati il gruppo orchestrale che ha accompagnato per quasi tutta la carriera Fred Buscaglione. Il complesso ha avuto nel tempo diversi mutamenti e integrazioni di organico mantenendo tuttavia inalterata la propria vena swing. La sua costituzione risale al periodo bellico. Fu infatti in Sardegna negli anni del conflitto mondiale che attorno a Buscaglione, impegnato a tenere spettacoli per le truppe del 30º Corpo d'Armata e per Radio Sardegna (che trasmetteva inizialmente dalle grotte di Is Mirrionis presso Cagliari), si formò un gruppo chiamato Complesso Buscaglione. Di tale gruppo facevano parte Franco Pisano, Carlo Bussotti, Alfredo Labardi e lo stesso Buscaglione che si esibiva suonando il violino (forse il suo strumento prediletto). Successivamente - quando il gruppo si trasformò in Quintetto Aster - entrarono e si avvicendarono nel complesso altri elementi come Dino Arrigotti, Berto Pisano, Gianni Saiu, Cartello Bistrussu, Giulio Libano e il fratello dello stesso Buscaglione, Umberto. Arricchito dalla presenza di Vittorio Belleli, Sergio Valenti, Lino Garavelli, Nino Gay il supergruppo dal repertorio Dixieland riprese alla fine del conflitto mondiale l'attività con concerti di tipo professionistico accompagnando Buscaglione nei tour in giro per l'Europa. Agli Asternovas il libro di Lanotte dedica uno specifico capitolo.
La seconda parte del volume di Lanotte prende in esame il proseguimento e il consolidarsi della carriera come cantante solista e musicista, ma anche come attore, di Buscaglione, la sua amicizia con il poeta e paroliere Leo Chiosso e il collega cantante Gino Latilla, il tutto alle soglie di un'epoca, quella degli urlatori, che testimoniava sempre più il desiderio di cambiamento anche in campo musicale espresso da coloro che - con l'espandersi del fenomeno della discografia e della radiofonia - erano i massimi fruitori di musica: i più giovani.
Fu dai primi anni cinquanta che la vita di Buscaglione iniziò a scorrere ad alta velocità, fra registrazioni, concerti, sedute sui set cinematografici per girare in film o semplici caroselli, mentre le sue canzoni più celebri - da Eri piccola così a Guarda che luna, da Che bambola al dritto di Chicago, da Love in Portofino a Colonel Bogey - scalavano le classifiche di vendita dei 45 giri e di gradimento nell'ascolto ai juke-box.
In questa sezione non vengono trascurate neppure le circostanze dell'unione di Buscaglione, e il successivo matrimonio, poi dissolto in una separazione, con l'acrobata e contorsionista di origine marocchina Fatima Robin's (al secolo Fatima Ben Embarek), mai dimenticata dall'artista.

## La fine
La Ford Thunderbird dall'improbabile colore lilla su cui viaggiava scivolava veloce sull'asfalto umido della via Salaria nella livida alba romana del 3 febbraio 1960 quando Buscaglione, reduce da una notte trascorsa fra party e cene con amici - senza peraltro bere alcuna bevanda alcolica, secondo più testimonianze - andò incontro al suo destino, materializzatosi nella struttura di un camion carico di pietrisco destinato all'edilizia. Alle 8,30 di quel mattino avrebbe dovuto recarsi negli studi dell'Istituto Luce per la registrazione di alcuni spot pubblicitari.

## L'eredità

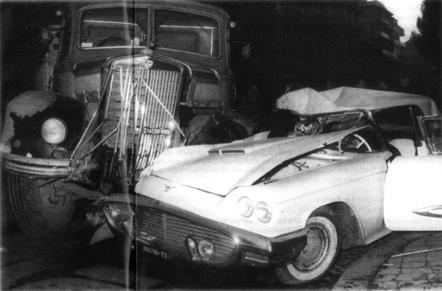
Roma, via Salaria. Ore 6,15 del 3 febbraio 1960. La Ford Thunderbird di Fred Buscaglione dopo il fatale incidente

Una sezione importante del libro Fred Buscaglione - Cronache swing dagli anni 50 è destinata a riepilogare minuziosamente l'attività artistica dell'artista torinese (showman a tutto tondo) espressa e ricordata attraverso le incisioni discografiche e le partecipazioni a diversi film (molti dei quali apprezzati musicarelli), e a riorganizzare le coordinate di quella che è stata l'eredità lasciata da Buscaglione e proseguita da molti suoi epigoni nell'ambito della moderna musica italiana.
Ma Buscaglione, come personaggio-mito entrato a far parte dell'immaginario collettivo - all'interno di un mondo di suggestione come quello dell'arte musicale e dello spettacolo - ha solleticato la fantasia non solo di biografi, critici e musicologi ma anche di autori di fumetto che ne hanno voluto ricordare la figura con tavole riportate in appendice al volume.

## Edizioni
- Gioachino Lanotte, Fred Buscaglione - Cronache swing dagli anni 50, prima edizione ed., collana Momenti Rock, Editori Riuniti, 2007,  pp. 207, cap. venti, ISBN 88-359-5882-2.